# Plamki Schüffnera

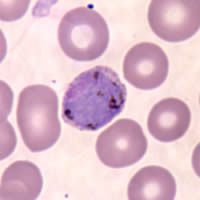
Erytrocyt zarażony gametocytami P. vivax, widoczne plamki Schüffnera

Plamki Schüffnera, ziarnistości Schüffnera (ang. Schüffner dots) – drobne, czerwone ziarenka obecne w cytoplazmie erytrocytów zarażonych zarodźcem (łac. Plasmodium). Plamki Schüffnera charakterystyczne są dla zarażeń Plasmodium vivax i Plasmodium ovale.